# Chilsongmun
Chilsongmun (kor. 칠성문), nazwana „Bramą Szczęścia”, „Bramą Miłości”, „Bramą Siedmiu Gwiazd”) – północna brama murów obronnych średniowiecznych fortyfikacji wewnętrznych Pjongjangu, wielokrotnie niszczona i odbudowywana, skarb narodowy Korei Północnej.

## Nazwa
Nazwa „Brama Siedmiu Gwiazd” wiąże się z legendą o niebieskim łosiu. Niebieski łoś złapał w swoje poroże słońce, a oddalając się, pozostawił ziemię w ciemnościach. W pościg za łosiem puścił się myśliwy, który ustrzelił go trzema strzałami z łuku. Słońce wróciło na swoje miejsce, a na niebie pojawił się gwiazdozbiór – cztery gwiazdy symbolizujące racice łosia i trzy gwiazdy symbolizujące trzy strzały (Wielka Niedźwiedzica).
Nazwy „Brama Szczęścia” i „Brama Miłości” pochodzą z okresu królestwa Goguryeo.

## Historia
Brama została wzniesiona w VI w. jako północne wejście w murach fortyfikacji wewnętrznych Pjongjangu. W 922 roku została znacznie rozbudowana.
Kiedy w 1593 roku Chińczycy zaatakowali Pjongjang, znajdujący się wówczas w rękach japońskich, przypuścili atak na Chilsongmun. Brama stawiała opór przez pewien czas, jednak Japończycy zostali zmuszeni do powrotu do miasta wewnętrznego. Uległa wówczas znacznemu zniszczeniu, lecz została odbudowana.
Zniszczona przez pożar ok. 1710 roku, została przebudowana w 1714 roku. W trakcie wojny chińsko-japońskiej (1894–1895), wojska japońskie zaatakowały Chińczyków właśnie od strony Chilsongmun.
Uległa znacznemu zniszczeniu podczas bombardowań amerykańskich Pjongjangu w 1952 roku podczas wojny koreańskiej. Została odbudowana jako jeden z pierwszych budynków w 1954 roku. Uzyskała status skarbu narodowego Korei Północnej.
Została ukazana na północnokoreańskim znaczku pocztowym wydanym 20 listopada 1975 roku.